# 承德露露

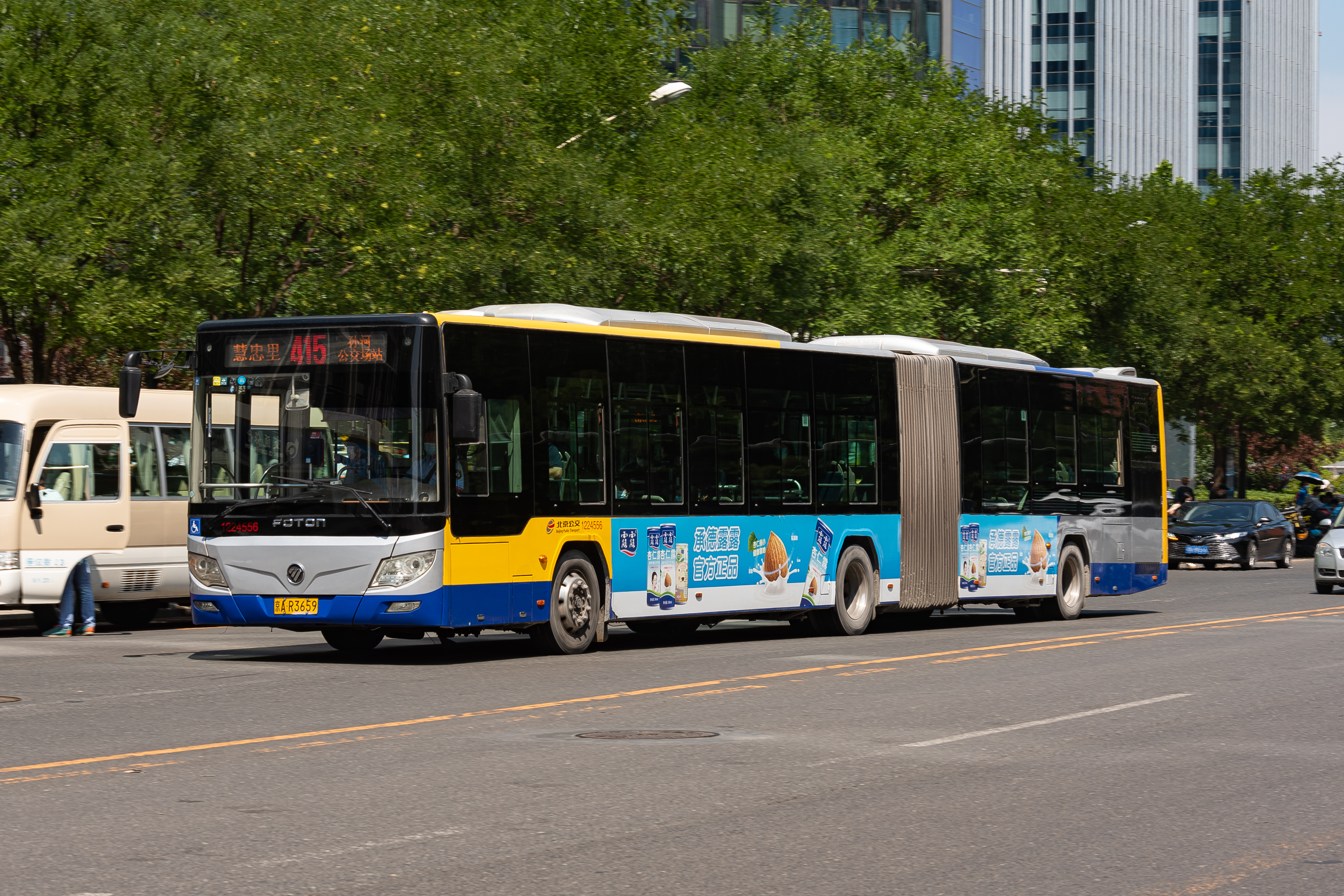
承德露露于北京公交投放的巴士广告

承德露露股份公司，简称承德露露或露露（深交所：000848），是中华人民共和国的一家饮料生产商，总部位于河北省承德市。承德露露的前身为1950年成立的承德市罐头食品厂，1975年研发生产中国第一款杏仁露，1991年启用“露露”商标，正式向中国大陆市场推出杏仁露。其杏仁露产品在中国大陆地区占据90%以上的市场份额。该公司原为国有企业，2001年万向集团下属企业参股承德露露后，公司逐步实现民营化。

## 历史
承德露露的前身为1950年成立的承德市罐头食品厂。1974年，时任农垦部部长的王震到河北视察，发现河北将大批的杏仁出口到日本。王震表示他到日本访问时，喝到一种用杏仁做的饮料，日本官员说是用中国的杏仁制成。但河北只卖原料，开发工作没有上日程。之后中共河北省委、河北省人民政府决定将研发杏仁饮料的生产任务交给了当时的承德罐头食品厂。王震又对承德罐头食品厂厂长王宝林（后露露集团创始人及董事长）说要加快杏仁的开发和生产，研发出中华民族自己的饮料。承德罐头食品厂在国家有关部门、研究单位和院校的支持和帮助下完成了杏仁饮料的研发工作。1975年6月，该厂研发出中国第一款杏仁露，以承德当地种植的杏仁为原料，配以热河矿泉水加工而成。当时生产工人用石磨对野山杏仁进行研磨和粉碎，之后用订做的夹层锅直接熬煮，最后通过人工品尝的方式测定饮料口感。
1980年代末至1990年代初，受当时的国际环境因素影响，承德罐头食品厂的罐头出口业务全面萎缩，但杏仁露在深圳的销售却持续向好。该厂的管理层决定全面放弃罐头的生产业务，专注于杏仁露的产销。1991年，承德市罐头食品厂启用“露露”商标，正式向中国大陆市场推出杏仁露。当时，露露开始以饮料为主打产品，推出了酸枣汁、米奥渴、杏仁露等多种产品。1993年底时，杏仁露的生产能力已达到8万吨。
1996年，露露集团与香港飞达企业公司合资成立汕头高新区露露南方有限公司（简称汕头露露或露露南方），分别持股51%和49%。公司成立的目的是开拓南方市场。1997年2月，承德市罐头食品厂经工商登记变更为露露集团有限责任公司，为国有独资企业。同年10月，露露集团发起设立了承德露露股份有限公司，1997年11月在深交所上市。

### 股权改革
2001年12月28日，露露集团将其持有的承德露露6741万股国家股转让给万向集团旗下的深圳市万向投资有限公司。转让后，露露集团继续持有承德露露39%股份，仍为公司第一大股东，万向投资持有26%股份，成为公司第二大股东。2003年1月14日，《股权转让协议书》获中华人民共和国财政部批准，并于1月27日办理了过户登记手续。2004年，通联投资将其持有的26%承德露露股份转让给万向三农集团有限公司。2006年3月，承德露露回购并注销露露集团持有的承德露露全部国家股，4月3日召开2006年度第一次临时股东大会，审议通过了《定向回购国家股议案》。完成改革后，露露集团不再持有公司股份，万向三农持有公司43%股份，成为承德露露控股股东，实现民营化。
万向三农取得公司控制权后，当初并未更换管理人员。2007年，承德露露高层换届，原露露集团董事长王宝林继续担任董事长，董事会席位露露系和万向系各占一半。2010年，万向系全面掌控董事会，管大源担任董事长。
2018年3月20日，万向创始人鲁冠球之子鲁伟鼎继承了其父名下万向三农集团有限公司95%股权，自此持有万向100%股权、承德露露40.68%股权，成为承德露露实际控制人。后鲁伟鼎出于慈善目的，设立慈善信托“鲁冠球三农扶志基金”，并将其持有的万向三农集团有限公司6亿元出资额对应的全部股权无偿授予鲁冠球三农扶志基金。目前，万向三农集团仍为公司的直接控股股东，而鲁冠球三农扶志基金为公司的间接控股股东，股权授予后，其实际控制人依然是鲁伟鼎。同年4月，鲁永明接任管大源，成为承德露露新一任董事长。

### 与原露露集团之间的历史遗留问题
承德露露完成股权改革后，加上高层换届带来的影响，该公司与原露露集团之间存在历史遗留问题，主要涉及知识产权方面。 

#### 与原露露集团的知识产权纠纷
2006年11月，露露集团与承德露露签订了《无形资产转让协议》。根据协议内容，承德露露以3.01亿向露露集团购买了其持有的“露露”商标共计127件、专利73项及域名、条形码等无形资产。同年12月10日，露露集团再次承诺，在“露露”商标转让完成后6个月内，公司将办理更名手续。2008年3月10日，“露露”商标等相关无形资产过户手续全部完成。按照协议内容，露露集团应在6个月内申请变更企业名称，但露露集团一直没有提交申请。
2007年9月10日，由于对商标转让一事有所不甘，当时兼任承德露露董事长和露露集团董事长的王宝林，代表双方分别签订了《企业名称许可协议》和《商标使用许可协议》，将“露露”商标和“露露集团”商标授权给露露集团，使用期限为十年，露露集团按协议分别一次性支付许可费人民币1万元及2万元。这两份协议的前后条款发生了矛盾。
2010年8月份，王宝林卸任董事长不久后，由万向系全面掌控的承德露露公告称，公司在对有关商标等无形资产自查时，发现两份由前大股东和前董事长王宝林签署的《商标使用许可协议》、《企业名称许可协议》系违规文件。自此两家公司爆发商标纠纷，承德露露认为其对公司正常经营造成不利影响，要采取“法律等一切必要手段”开展维权行动。同年12月23日，露露股份向承德市相关执法部门投诉，请求依法撤销露露集团的企业名称登记，责令变更企业名称；对使用标志及擅自授权的企业进行查处。截至2010年12月，露露集团仍在授权多家企业在食品、饮料类商品上使用“露露集团”的标志，在产品质量、包装、装潢等方面没有切实的监督管理措施。12月29日，承德市工商局向露露集团送达了《责令改正通知书》，限其终止所有合同或者协议，并责令其变更企业名称；同时向三家公司也下达了《责令改正通知书》，限其30日内终止与露露集团签订的《产品授权加工协议书》，90日内停止使用“露露集团”标识。
2011年3月7日，露露集团被承德市工商行政管理局责令改正更名，变更为霖霖集团有限责任公司。该集团已停止对其他企业授权使用“露露集团”商标，对已授权的即日起收回授权。
2011年8月份，深交所公告称，两份文件均未按照关联交易相关规定履行必要的审议批准程序，也未及时履行信息披露义务的情况下，代表双方分别签订。其行为违反了深交所《股票上市规则》的规定，对上述违规行为负有重要责任，对王宝林给予公开谴责的处分，并记入上市公司诚信档案。后承德露露提起诉讼，请求法院判决《企业名称许可协议》和《商标使用许可协议》无效且终止履行。2011年10月23日，承德市双桥区人民法院一审判定，两份协议产生重大利益冲突，损害了上市公司股东和不特定多数投资者的合法利益，且直接违反了《公司法》、《证券法》、《合同法》等相关条款，故原、被告双方所签订的两份协议被判决为无效协议，并立即终止履行。此后，霖霖集团提出上诉。2012年1月12日，河北省承德市中级人民法院终审宣判，驳回霖霖集团上诉，维持一审判决。自此露露产品及其全部无形资产经法院判决，由承德露露所有。

#### 与汕头露露的知识产权纠纷
汕头露露1996年成立时，系露露集团与香港飞达企业公司合资组建。1997年，露露集团将汕头露露51%股权作为优质资产注入其中，汕头露露也因此转变为承德露露的子公司。2001年，承德露露又将其持有的汕头露露51%股权转让给露露集团，露露集团对汕头露露的持股比例降为15%，香港飞达对汕头露露的持股比例升为85%，汕头露露由此解除与承德露露的股权关系。2012年9月，林维义经司法拍卖竞买得露露集团持有的汕头露露15%的股份，至此，林维义和杨小燕夫妻完全控制汕头露露（香港飞达系合伙企业，合伙人为杨小燕、林维义夫妻）。目前汕头露露、承德露露和露露集团已无股权联系。
2001年12月27日，露露集团、承德露露、汕头露露、香港飞达四方签署《备忘录》，后于2002年3月28日再签署《补充备忘录》，两份文件对“露露”相关商标、专利技术的使用、市场划分等事宜进行了约定。汕头露露负责在南方八省（广东、福建、广西、海南、江西、云南、贵州、湖南）生产和销售马口铁三片罐装型“露露”牌系列饮料；独家生产和销售“露露”牌复合纸软包装饮料产品，供应全国市场，并可根据发展需要利用承德露露在北方的销售渠道和优势加强该产品在中国北方市场的销售。汕头露露所拥有的“露露”商标和专利的使用权“在任何注册商标和专利技术转让的情况下仍然有效”。
2015年起，承德露露以商标侵权等为由，多次向汕头露露发起诉讼，称授予汕头露露商标使用权的两份文件，即2001年12月签署的《备忘录》和2002年3月签署的《补充备忘录》等文件不符合法定程序。2015年6月，承德露露向承德市双桥区法院提起民事诉讼称，其与汕头露露的相关协议无效，但因缺失部分证据而撤诉，原因是在当年8月18日公告中解释称，公司在2006年12月以3.01亿元的价格公开合法购买原露露集团持有的商标、专利域名及条形码等无形资产。2017年9月，承德露露向北京知识产权法院起诉汕头露露侵犯其3项外观设计专利权，并向法院申请临时禁令。后在2017年10月，汕头露露就这三项外观设计专利向国家知识产权局专利复审委员会提交专利权无效宣告请求书，2018年4月专利复审委员会最终宣告三项外观设计专利无效，2018年6月承德露露的诉讼请求被北京知识法院驳回。2018年2月，承德露露向北京知识产权法院起诉汕头露露侵犯商标权，随后承德露露又撤诉，2020年7月北京知识产权法院裁决准许撤诉。而在2017年10月起，承德露露向30多家超市及总部发送律师函，要求商家下架汕头露露的露露牌杏仁露产品。
2018年7月，汕头露露以承德露露未履约《备忘录》和《补充备忘录》为由，在当地法院反起诉承德露露违约，索赔50万元。8月13日，汕头露露微信公众号发表《本是同根生 相煎何太急》文章，强调承德露露因管理层发生变更，新的管理层否认前述历史情况，推翻《备忘录》和《补充备忘录》中的相关约定，并使用各种手段企图否认合同效力，终止承德露露与汕头露露的长期合作。承德露露在8月18日公告中认为，上述备忘录的签署未经过上市公司董事会、监事会、独立董事、股东大会程序，上市公司信息披露程序，国有资产审批程序等任何法定程序。12月27日，案件在汕头市金平区人民法院公开开庭审理。在庭审现场上，双方就两份关键备忘录的真实性及相关事项各执一词。汕头露露一直在强调双方的历史渊源，而承德露露表示《备忘录》相关公证手续无效，《备忘录》及《补充备忘录》严重违反公平公正原则，不具有法律效力。承德露露方代理律师潘建华质疑上述两份备忘录的合法性，强调原露露集团从未公开承认过两份备忘录关于授权汕头露露使用“露露”系列商标的内容，反而有大量证据证明原露露集团未向第三人授权过商标。法庭上，承德露露方代理律师孙宏臣表示《备忘录》和《补充备忘录》所使用的公章并非同一个，既不合理也不合法；而《补充备忘录》上带有编号的印章则由“河北承德市双桥恒达印章服务部”刻制，但服务部成立时间为2004年4月8日，因此承德露露方提出质疑，认为“《补充备忘录》是伪造的”。汕头露露反驳称印章均真实、合法，但对于带编号印章从何时开始使用，需向霖霖集团（原露露集团）查证。汕头市金平区法院在2019年5月做出一审判决，认为《备忘录》和《补充备忘录》有效；承德露露应继续履行《备忘录》及《补充备忘录》中约定的商标使用许可合同义务；停止阻碍和干扰汕头露露依据《备忘录》和《补充备忘录》而使用相关被许可商标的行为。承德露露不服汕头市金平区法院的一审判决，向汕头市中级人民法院提起上诉。汕头市中级人民法院受理后，在2019年12月作出终审判决，驳回上诉，维持原判。承德露露依然不认可终审判决，又向广东省高级人民法院申请再审。
2019年3月，承德露露大股东万向三农起诉汕头露露、露露集团，诉讼请求为判决《备忘录》《补充备忘录》构成损害公司利益的关联交易行为、确认《备忘录》《补充备忘录》无法律效力、一审判决露露集团和汕头露露共同赔偿经济损失1.38亿元、判决第三人香港飞达公司承担连带赔偿责任、判决赔偿金归承德露露所有、判决诉讼费用由露露集团和汕头露露承担。2019年3月，万向三农向河北省高级人民法院提起诉讼，但汕头露露提出管辖权异议，河北高院驳回汕头露露的管辖权异议；汕头露露上诉至最高人民法院，最高人民法院最终裁定诉讼移送至汕头市中级人民法院审理。汕头中法先后公开开庭审理了三次，期间汕头露露反诉万向三农，认为万向三农的该次诉讼是恶意诉讼。最终汕头中级法院认为证据不足以认定露露集团、承德露露、汕头露露、香港飞达公司四方共同签订的《备忘录》《补充备忘录》损害承德露露利益，驳回万向三农的诉讼请求；也认为汕头露露所称万向三农的该次诉讼是恶意诉讼事实依据不足，也驳回了汕头露露的反诉请求。2022年7月23日对外披露的诉讼结果显示，广东高院针对万向三农诉汕头露露等相关方的关联交易损害责任纠纷一案二审诉讼请求被驳回。案件宣判后，承德露露称，汕头露露认为《备忘录》《补充备忘录》是在“特定历史时期和背景下”签订的，但《备忘录》《补充备忘录》的内容实际上有利于汕头露露而完全不利于承德露露的发展，“建立的是对汕头露露和香港飞达公司的非法利益输送及其保护机制”，导致公司商标等资产被“长期违法侵占使用”，严重干扰公司的生产经营及未来发展。
2020年4月，承德露露将前任董事长王宝林、前总经理王秋敏起诉至法院，指其损害公司利益，要求赔偿直接经济损失1.08亿元。由于知识产权纠纷的原因，自2015年后，承德露露结束高速增长，业绩整体下行。

## 产品
承德露露主要产品以杏仁露为主，2021年其杏仁露贡献营收比达97.95%。2016年，鲁永明接任承德露露总经理一职，公司重点推进了产品的多样化，先后在市场上投放了核桃露、果仁核桃、花生露等新产品。公司还分别针对儿童和高端人群推出“小露露”和“露露甄选”，但在推广中未达到明显效果，原因是消费者更愿意购买经典款。2018年，承德露露推出早餐系列产品，拟进入早餐市场，但未获市场广泛认可。
由于商标受限，加上南方顾客对杏仁露口味不太接受的原因，因此公司主要在中国北方地区开展业务。在中国大陆的植物蛋白饮料市场则有“西唯怡、东银鹭、南椰树、北露露”的说法。2015年开始，露露在北方地区的市占率开始被养元饮品超越，收入也高于承德露露。
承德露露已拥有三家工厂，为了扩大产能，露露在2012年底启用郑州工厂，年产量10万吨。